# Enaphalodes atomarius
Enaphalodes atomarius là một loài bọ cánh cứng trong họ Cerambycidae.